# Anna Belousovová
Anna Belousovová, geborene Malíková, (* 8. August 1959 in Vysoká nad Kysucou) ist eine ehemalige slowakische Politikerin und ehemalige Abgeordnete im Nationalrat der Slowakischen Republik.

## Biographie
Belousovová gehörte zu den Gründern der Slowakischen Nationalpartei (SNS). Von 1994 bis 1999 hatte sie den Posten des ersten stellvertretenden Vorsitzenden der Partei inne. Von 1999 bis 2003 war sie die Vorsitzende der Slowakischen Nationalpartei und von 2003 bis 2010 erneut ihre erste stellvertretende Vorsitzende.
Anna Belousovová wurde dreimal für die SNS in den Nationalrat gewählt – bei den 1998, 2006 und 2010 stattgefundenen Parlamentswahlen. Von 2006 bis 2010 wirkte sie auch als Stellvertretende Vorsitzende der Národná rada Slovenskej republiky. Ab 2010 ist sie Vorsitzende der Kommission für Menschenrechte in der Národná rada. Auf dem Parteitag vom 25. September 2010 wurde Belousovová nicht in die Parteiführung wieder gewählt.
Am 5. Februar 2011 wurde Anna Belousovová aus der SNS ausgeschlossen, nachdem die Parteiführung ihre Kritik an der Führung von Ján Slota ablehnte.
Anna Belousovová ist seit 2011 Vorsitzende der Partei Alternatíva pre Slovensko (Alternative für die Slowakei; bis 2023 Národ a Spravodlivosť).
Belousovová war seit 2001 mit dem russischen Geschäftsmann Alexander Beloussow verheiratet, der 2004 verstarb.